# Деревини (зупинний пункт)
Дереви́ни — пасажирська зупинна платформа Конотопської дирекції залізничних перевезень Південно-Західної залізниці. Розташована біля села Деревини. Платформа розташована між станціями Хоробичі (13 км) та Цєраховка Білоруських залізниць.
Лінія, на якій розташовано платформа, відкрита 13 (25) січня 1874 року як складова залізниці Гомель — Бахмач.
Платформа виникла 1951 року.
Є останнім зупинним пунктом перед державним кордоном, відстань до кордону 2,5 км.
Зупиняється поїзд Гомель — Сновськ.